# The Seven Descents of Myrtle
The Seven Descents of Myrtle è un'opera teatrale del drammaturgo statunitense Tennessee Williams, tratta dall'omonimo racconto dello stesso Williams.

## Trama
Una mattina Chicken viene svegliato nella sua fattoria nel delta del Mississippi da una macchina di passaggio e quando esce per vedere di chi si tratta riconosce dei vicini, che stanno scappando dall'esondazione del fiume e lo invitano a lasciare la fattoria per mettersi in sicurezza. Chicken rifiuta e torna in casa, ma la sua quiete viene nuovamente interrotta - e questa volta definitivamente - dall'arrivo del fratellastro Lot con la sua nuova moglie Myrtle. Per non vedere il fratello, Chicken si rinchiude in cucina e ascolta di nascosto la conversazione di Lot con la nuova cognata, eccitatissima di vedere la casa per la prima volta. Lot spiega alla moglie di aver ereditato la casa dalla madre, a cui era attaccatissimo, e di non aver cambiato nulla dalla morte della donna. I toni con cui Lot descrive la madre infastidiscono Myrtle, che lo accusa di soffrire del complesso d'Edipo, ma non lascia che la gelosia del marito per la casa e il suo rifiuto di sedersi sui mobile della madre le guasti il buon umore. Myrtle scopre che la porta della cucina è chiusa a chiave e Lot le spiega che probabilmente Chicken, il suo fratellastro mulatto, si è chiuso dentro. Ancora una volta Myrtle si indispettisce, dato che il marito non le aveva mai parlato del cognato. La lite tra i due viene interrotta da una crisi respiratoria di Lot, che rimane senza fiato per gli attacchi di tosse: l'uomo soffre gravemente di tubercolosi e Myrtle gli promette di prendersi cura di lui e riportarlo in salute. Intenerito, Lot si scusa di non essere riuscito a consumare il loro matrimonio la notte prima, adducendo come scusa la malattia, ma chiede alla moglie di mentire se Chicken le facesse domande al riguardo e le raccomanda di descriverlo come un ottimo amante.
Lot spiega inoltre di essere l'unico proprietario della fattoria e che quindi ora appartiene anche a Myrtle. Chicken entra in salotto per informarsi sulla salute del fratello, ma Lot preferisce non dare spiegazioni davanti alla moglie e sostiene di essere stato curato. Chicken e Myrtle fanno la conoscenza reciproca e la donna si spaventa quando sente degli straripamenti del Mississippi e chiede al marito di fuggire, ma Lot rifiuta, preferendo restare per prendersi cura della fattoria. Chicken ricorda a Lot della sua promessa di lasciargli la fattoria alla sua morte, una promessa che secondo Lot non è più valide ora che è sposato. La notizia sorprende Chicken, che credeva che Myrtle fosse un'infermiera, e Lot si vanta della moglie parlando del suo passato nello show business. Ancora una volta Chicken fraintende e crede che la donna fosse una spogliarellista, un'affermazione che indispettisce Myrtle. Quando i fratelli restano soli, Chicken dice a Lot di sapere che la sua morte non è lontana e che ha ormai firmato un contratto per cedergli la proprietà. I due litigano violentemente e quanto Myrtle ritorna il marito è terra; la moglie lo accompagna di sopra, dove Lot le confessa di star morendo.
Due ore dopo Lot è seduto su una sedia a dondolo e fuma con il bocchino d'avorio della madre, mentre Myrtle afferma di non essere solo sconvolta dalla notizia della sua imminente vedovanza, ma di sentirsi anche tradita dal fatto che il marito non le avesse detto niente al momento delle nozze. Lot confessa di non averle detto nulla del fratellastro e della malattia perché aveva paura di perderla. Intanto Chicken intaglia una figura oscena sul tavolo della cucina, una figura che Myrtle nota appena entra per prendere la cena. Non volendo mangiare su tavolo con un'immagine del genere decide di cenare di sopra, prende il piatto e si incammina su per le scale. Intimorita dagli sguardi insistenti del cognato, Myrtle fa cadere il piatto. Tornata in camera da letto del marito, Myrtle racconta l'accaduto a Lot, che scoppia in una risata isterica e le chiede di tornare giù, far ubriacare Chicken, trovare il suo portafogli e rubare il contratto il cui Lot si impegnava di cedergli la proprietà al suo decesso.
Myrtle torna in cucina e si scusa per il suo comportamento di prima, adducendo la malattia del marito come causa; ma Chicken non è interessato alle condizioni del fratello e versa da bere alla cognata quando lei gli chiede un drink. Mentre Myrtle stende la sua biancheria appena lavata, i due cominciano a parlare, bere e cantare. Dal piano di sopra Lot chiama la moglie, che lo ignora per restare in compagnia di Chicken. Quando i due hanno finito di parlare, Myrtle torna di sopra e trova il marito che fume al buio; Lot le confessa di odiare il fratello e di non volere che Chicken erediti i mobili della madre e la tenuta, dal valore di oltre cinquantamila dollari. Così Myrtle, decisa a sottrarre il contratto al cognato, indossa uno dei suoi costumi del periodo in cui calcava le scene e torna giù per farlo ubriacare e derubarlo. Tuttavia, Lot comincia ad avere dei dubbi sulla fedeltà della moglie, che accusa di essere attratta da Chicken. Mentre i due cognati bevono in cucina, i due parlano della salute di Lot e Chicken racconta a Myrtle la sua storia: è il figlio illegittimo di una serva di colore e del padrone di casa, che si era poi risposato con Ms Lottie, la madre di Lot. Chicken è quindi l'erede legittimo della tenuta e Ms Lottie, per assicurare il futuro del figlio, aveva fatto mandare via di casa Chicken prima della sua morte. Ma il mulatto era poi tornato quando la malattia di Lot gli aveva impedito di prendersi cura da solo della fattoria. Alticcia e intimorita dal cognato, Myrtle afferma che il suo matrimonio con Lot è solo una burla senza valore legale e Chicken le chiede allora di vedere la licenza di nozze. La donna torna al piano di sopra per cercarla, ma qui Lot, geloso, le rivolge degli epiteti offensivi e Myrtle decide di non tornare in camera con lui finché non riceverà le sue scuse.
Myrtle torna in cucina e mostra la licenza a Chicken, che la costringe a firmare un documento in cui si impegna a lasciargli la fattoria dopo la morte di Lot. Dopo aver ottenuto ciò che voleva, Chiken bacia la donna con passione, che si sente attratta dal suo corpo muscoloso e le mani callose; Chicken spegne la luce della cucina per avere un rapporto con la cognata e Lot improvvisamente realizza di trovarsi immerso nel buio. Capendo quello che sta succedendo al piano di sotto, Lot si rassegna alla prospettiva di aver portato a casa una donna per Chicken e considera Myrtle il suo ultimo regalo per il fratellastro. Dopo aver fatto sesso, Chicken si addolcisce con la cognata, le racconta della madre mulatta e degli abusi che sia lui che la mamma avevano subito per il colore della loro pelle; le racconta anche che Lot è segretamente transessuale. A conferma del fatto, proprio in quel momento Lot scende dalle scale con indosso un vestito bianco della madre, una vista che orripila Myrtle. Lot si comporta e parla come se fosse la madre, prima di morire per un ultimo, violentissimo attacco tubercolitico. Chicken porta il cadavere del fratellastro sul divano mentre Myrtle ha un attacco isterico in cucina. Tornato da Myrtle, Chicken le chiede di restare con lui e diventare la madre dei suoi bambini, una richiesta che riporta alla donna brutti ricordi: Myrtle ha già dato alla luce cinque figli, che ha dato in adozione perché troppo povera per occuparsene. Chicken allora esce di casa per controllare il livello dell'acqua e informa alla cognata che è arrivato il momento di arrampicarsi sul tetto per salvarsi dall'inondazione.

## Genesi e sviluppo dell'opera
Originariamente intitolata Kingdom of Earth, l'idea per The Seven Descents of Myrtle nacque in Williams durante un viaggio in Messico nei primi anni '40 e scrisse il racconto che per primo esplorò la relazione tra Lot e Chicken. Tale racconto fu revisionato da Williams e successivamente pubblicato nelle sue antologie Caramelle al croccante (1954) e Un ospite indiscreto (1968). In seguito, Williams riadattò la novella in un atto unico pubblicato nel febbraio 1967 sull'Esquire, ma già nel marzo 1968 aveva già rielaborato l'atto unico nel dramma in sette scene che compone la versione definitiva dell'opera. A dispetto della versione teatrale, il racconto aveva tratti spiccatamente più erotici e il personaggio di Chicken era di etnia Cherokee invece che mulatto; Williams cambiò la razza del personaggio per commentare lo sfruttamento degli afroamericani e le loro condizioni ancora disagiate negli Stati del Sud anche dopo la Guerra di secessione. Dopo la messa in scena a Broadway di scarso successo, Williams apportò nuove modifiche e reintitolò la pièce Kingdom of Earth (come il racconto originale) per la prima edizione pubblicata nell'ottobre 1968 dalla casa editrice New Directions. Infine, Williams revisionò ulteriormente il dramma e ne pubblicò una versione considerevolmente più corta nel 1976.

## Storia degli allestimenti
Prodotta da David Merrick e diretta da José Quintero, la pièce debuttò a Broadway dopo due anteprime il 27 marzo 1968 e rimase in cartellone all'Ethel Barrymore Theatre per 29 rappresentazioni prima di chiudere il 20 aprile. Le recensioni furono negative e accolsero l'opera come un lavoro tardivo di un autore ormai privo di ispirazione e che a tratti sembrava quasi parodiare se stesso. Nonostante le critiche al testo, la regia di Quintero fu apprezzata, così anche come le interpretazioni di Brian Bedford (Lot) e Harry Guardino (Chicken); particolarmente lodata fu l'interpretazione di Estelle Parsons nella parte di Myrtle, che le valse una candidatura al Tony Award alla miglior attrice protagonista in un'opera teatrale e fu lodata dallo stesso Williams. Il drammaturgo non apprezzò allo stesso modo il resto della produzione e la regia, anche se la sua presenza alle prove fu saltuaria e poco costruttiva.
Nel 1970 la prima londinese rimase in scena per sole tre rappresentazioni, dato che la produzione fu cancellata dopo che Marianne Faithfull (che interpretò Myrtle) ebbe la peritonite. Nel 1976, una nuova produzione con il titolo di Kingdom of Earth andò in scena per dodici weekend consecutivi all'Hoter Carver di Pasadena, per la regia di Gil Dennis ed Ed Harris nel ruolo di Lot. Una tournée britannica attraversò il Regno Unito nel 1991, con Marc Warren nella parte di Lot. Un allestimento francese del dramma è andato in scena al Théâtre Édouard-VII di Parigi per la regia di Bernard Murat e con un cast che comprendeva Johnny Hallyday (Chicken), Audrey Dana (Myrtle) e Julien Cottereau (Lot). Nel 2012 Tom Hiddleston effettuò una lettura pubblica del racconto da cui è tratta la pièce.

## Adattamento cinematografico
Nel 1970 Sidney Lumet curò un adattamento cinematografico del dramma con sceneggiatura di Gore Vidal, intitolato La poiana vola sul tetto (Last of the Mobile Hot Shots). Così come l'opera da cui è tratto, il film - con Lynn Redgrave nel ruolo di Myrtle e James Coburn in quello di Lot - fu un flop e la critica cinematografica, così come quella teatrale aveva fatto il precedenza, sottolineò che la trama e lo stile sembrassero essere una parodia dell'opera di Williams, più che un vero dramma dell'autore.